# Kriegerdenkmal (Heilbronn)

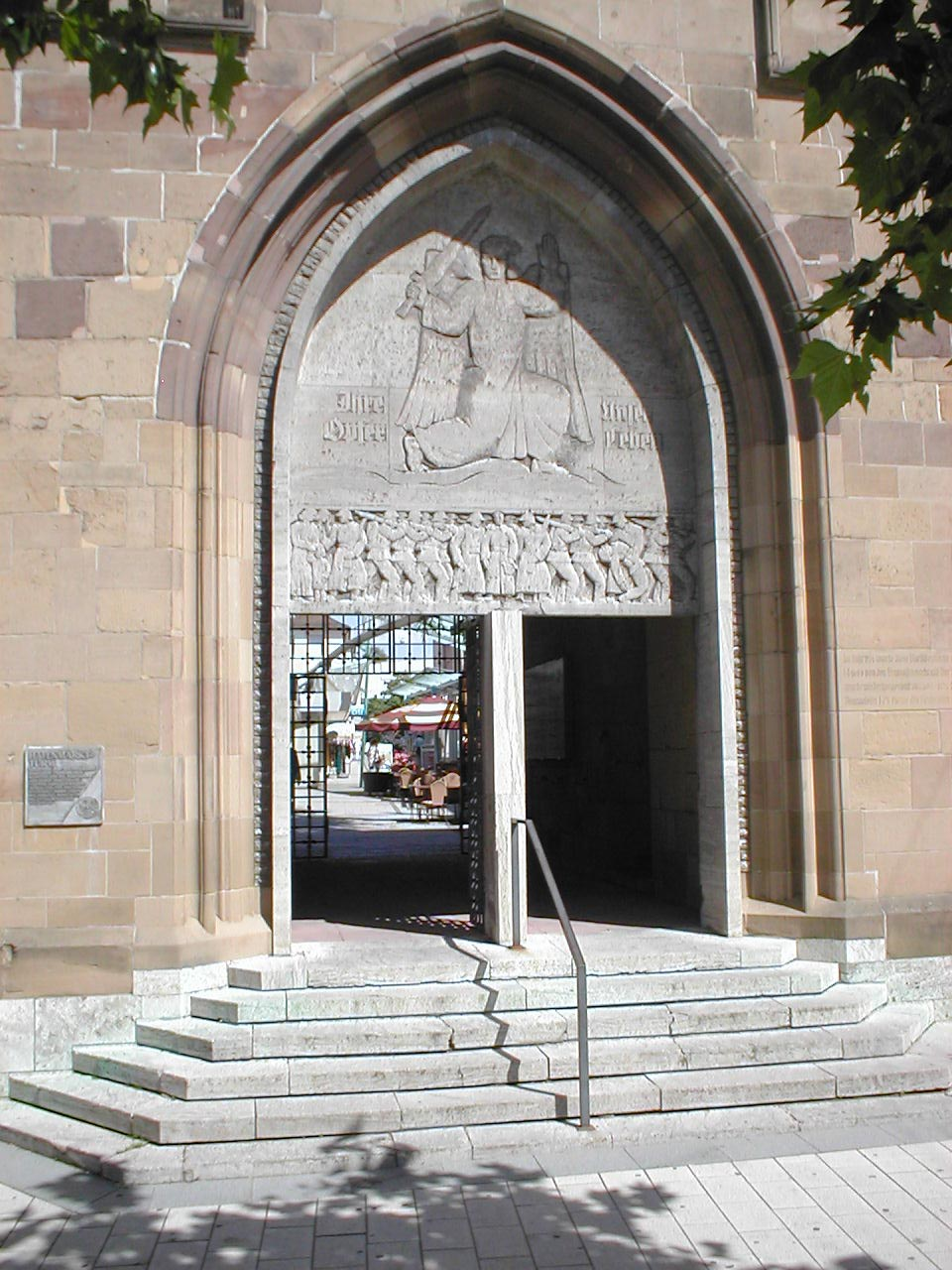
Zugang zum Kriegerdenkmal in Heilbronn

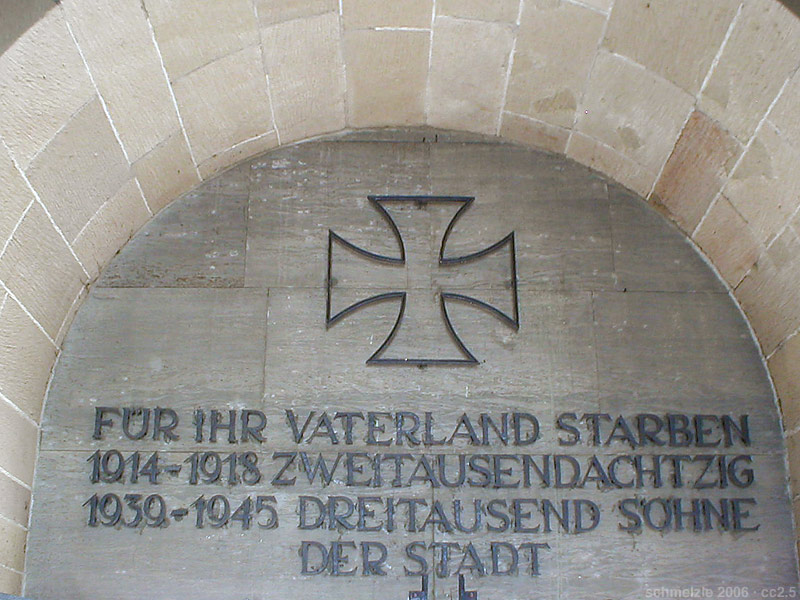
Die Inschrift nennt 2080 gefallene Söhne der Stadt im Ersten und 3000 im Zweiten Weltkrieg

Das Kriegerdenkmal in der Stadt Heilbronn entstand 1929–1936, als der ebenerdige Bereich des historischen Hafenmarktturms zum Denkmal für die Gefallenen des Ersten Weltkriegs nach Entwürfen des Architekten Paul Bonatz umgestaltet wurde. Nach dem Zweiten Weltkrieg wurde die Gedenkstätte um das Gedenken der Gefallenen 1939–1945 erweitert. Dazu schufen die Bildhauer Erwin Scheerer, Wilhelm Schäffer und Karl Dübbers für das Tympanon des gotischen Portals ein Flachrelief.

## Einzeldenkmäler
Der Turm enthält unterschiedliche Gedenktafeln, Reliefplastiken und Inschriften für die Heilbronner Gefallenen des Ersten und Zweiten Weltkriegs. Neben der Inschrift 1914–1918 – 2080 Söhne der Stadt starben für Deutschland sind insgesamt 2082 Namen auf Wandtafeln im Ehrenmal aufgelistet, darunter auch die von 27 jüdischen Soldaten, die im Dritten Reich entfernt und durch die Namen von Schlachtorten ersetzt wurden. 1945 wurden die entsprechenden Namen wieder eingefügt. Im Inneren des Torbogens weist eine Inschrift auf die 2080 bzw. 3000 Söhne der Stadt hin, die im Ersten bzw. Zweiten Weltkrieg fielen.
Eine Reliefplastik von Wilhelm Schäffer mit zwei Soldatenfiguren von 1929 erinnert an die Toten des I. Bataillons des Reserve-Infanterie-Regiments Nr. 121. Die Tafel war ursprünglich an der Friedenskirche angebracht, wurde 1957 an der Nikolaikirche wiedereingeweiht und später in den Hafenmarktturm verbracht.
Eine wappenförmige Tafel erinnert an die Toten des Landsturm-Infanterie-Bataillons Heilbronn. Ein Relief, das sich an der Nordwand des Turms befindet, erinnert an die Vermissten der 215. Infanterie-Division. Den Toten des Zweiten Weltkriegs wird auf einer anderen Erinnerungstafel für die I. Abteilung des Artillerie-Regiments 71, des Infanterie-Regimentes 34 und des Festungs-Pionierstabs 10 gedacht. Diese Tafel nennt außerdem einige der Einsatzorte der genannten Abteilungen.
Im Mai 1985 wurde rechts neben dem Ausgang des Turms hin zur Hafenmarktpassage ein Mahnmal für die Heimatvertriebenen des Zweiten Weltkriegs errichtet. Vor dem Hafenmarktturm befindet sich außerdem ein Denkmal für den Wiederaufbau.

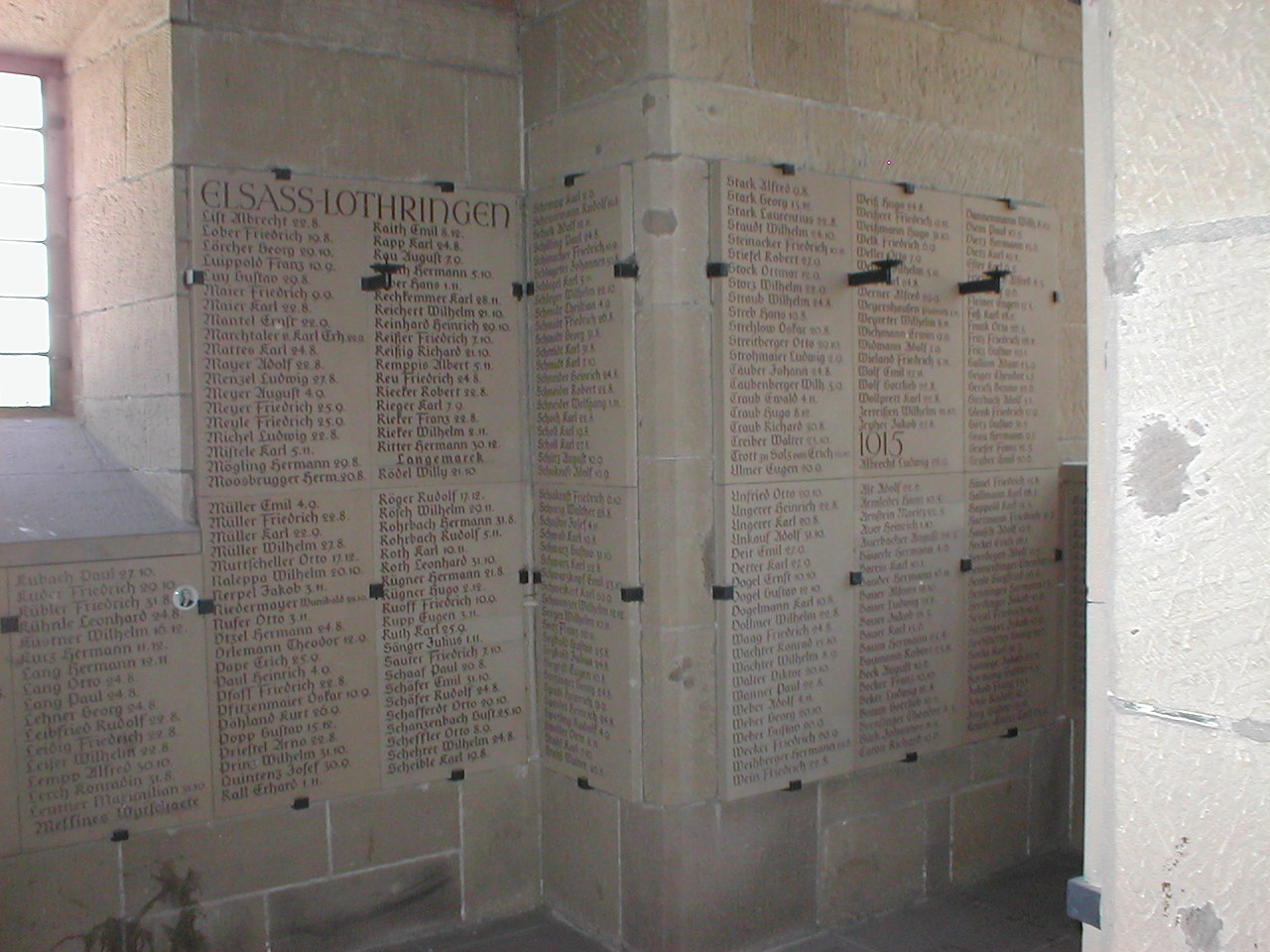
Wandtafeln mit Namen von Gefallenen 1914–1918
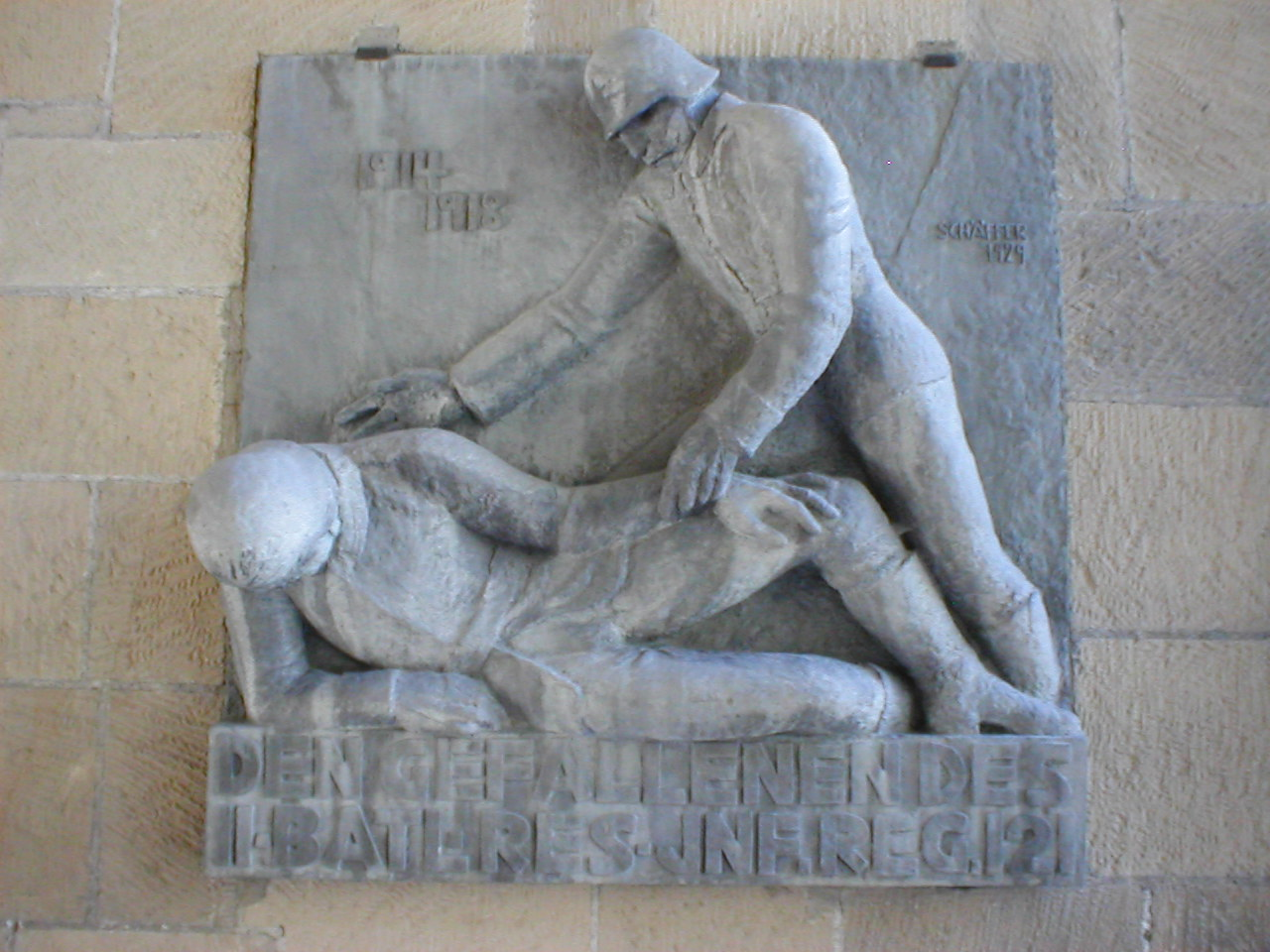
Reserve-Infanterie-Regiment 121
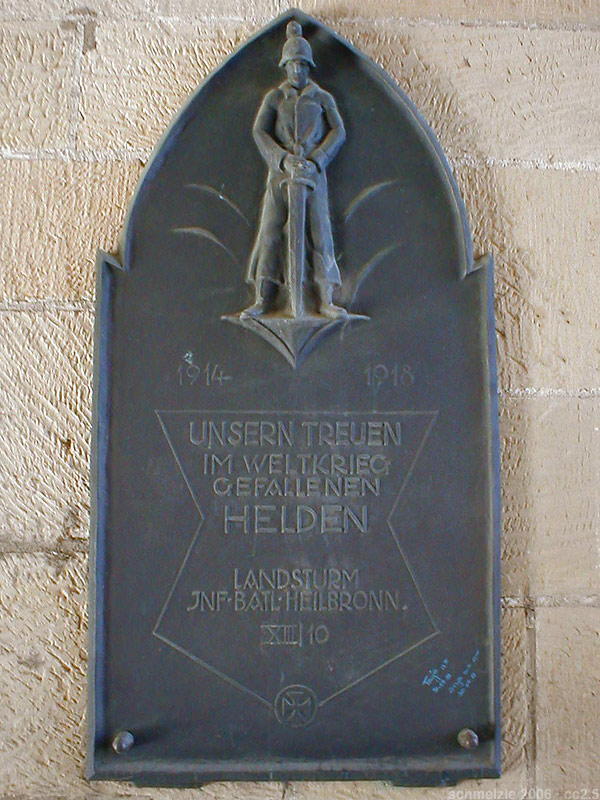
Landsturm Infanterie-Bataillon Heilbronn
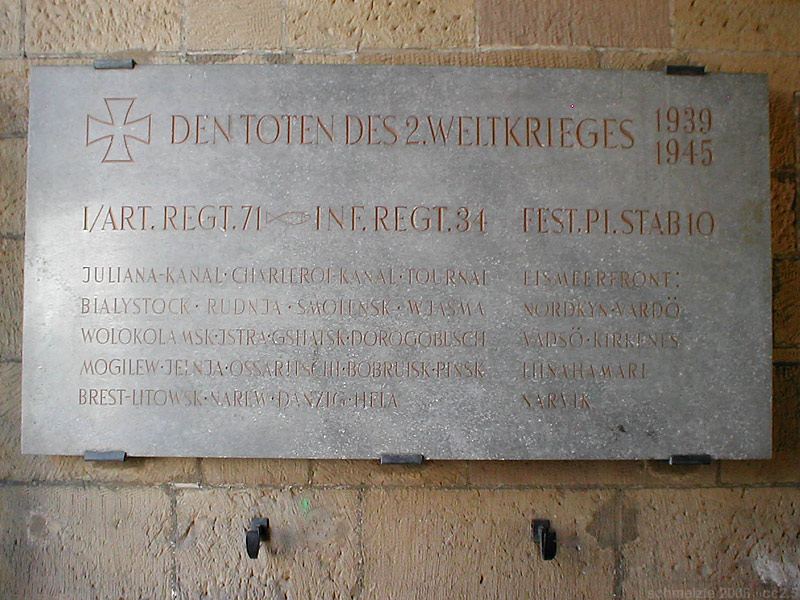
Drei Truppenverbände des Zweiten Weltkriegs